# Theridion jordanense
Theridion jordanense là một loài nhện trong họ Theridiidae.
Loài này thuộc chi Theridion. Theridion jordanense được miêu tả năm 1982 bởi Levy & Amitai.